# Rennes (stanice metra v Paříži)
Rennes je nepřestupní stanice pařížského metra na lince 12 v 6. obvodu v Paříži. Nachází se na křižovatce Boulevardu Raspail a Rue de Rennes.

## Historie
Stanice byla otevřena 5. listopadu 1910 jako součást prvního úseku linky A, kterou provozovala společnost Compagnie Nord-Sud, a která vedla od Porte de Versailles do Notre-Dame-de-Lorette. Po sloučení se společností Compagnie du Métropolitain de Paris obdržela linka v roce 1930 číslo 12.

## Omezený provoz
Stanice Rennes společně se stanicí Liège na lince 13 měly časově omezený provoz, tzn. že byly ve všední dny uzavřeny po 20. hodině (poslední vlak zde zastavil přibližně v 19:50) a nedělích a svátcích po celý den. Na žádost zdejších obyvatel bylo toto opatření zrušeno 6. září 2004 a provoz ve stanici je stejný jako ve zbytku sítě. Ve stanici Liège k tomu došlo až v roce 2006.

## Název
Jméno stanice je odvozeno od názvu ulice Rue de Rennes. Rennes je město v Bretani, kam odjíždějí vlaky z nedalekého nádraží Montparnasse.

## Vstupy
Stanice má dva vchody, které jsou umístěny na Boulevardu Raspail.